# نی بی (واشینگتن)
نی بی (به انگلیسی: Neah Bay) یک منطقهٔ مسکونی در ایالات متحده آمریکا است که در شهرستان کلالام، واشینگتن واقع شده‌است. نی بی ۶٫۱ کیلومتر مربع مساحت و ۸۶۵ نفر جمعیت دارد و ۲ متر بالاتر از سطح دریا قرار دارد.